# 23 Талія
23 Талія — астероїд головного поясу, відкритий 15 грудня 1852 року.
Тіссеранів параметр щодо Юпітера — 3,342.